# Arenoso
Arenoso är en kommun i Dominikanska republiken.   Den ligger i provinsen Duarte, i den östra delen av landet, 80 km norr om huvudstaden Santo Domingo. Antalet invånare i kommunen är cirka 14 000.
Terrängen runt Arenoso är platt. Runt Arenoso är det ganska tätbefolkat, med 192 invånare per kvadratkilometer. Närmaste större samhälle är El Factor, 14,9 km norr om Arenoso. Omgivningarna runt Arenoso är en mosaik av jordbruksmark och naturlig växtlighet.